# Démocratie contributive
Vous pouvez aider à l'améliorer ou bien discuter des problèmes sur sa page de discussion.
- Il ne cite pas suffisamment ses sources. Vous pouvez indiquer les passages à sourcer avec {{référence nécessaire}} ou {{Référence souhaitée}}, et inclure les références utiles en les liant aux notes de bas de page. (Marqué depuis février 2023)
- Son texte doit être wikifié : il ne correspond pas à la mise en forme Wikipédia (style, typographie, liens internes, liens entre les wikis, etc.). (Marqué depuis février 2023)
- Il n’est pas rédigé dans un style encyclopédique. (Marqué depuis février 2023)
- Il est orphelin : moins de trois articles lui sont liés. Aidez à ajouter des liens en plaçant le code [[Démocratie contributive]] dans les articles relatifs au sujet. (Marqué depuis mai 2023)

- Archive Wikiwix
- Bing
- Cairn
- DuckDuckGo
- E. Universalis
- Gallica
- Google
- G. Books
- G. News
- G. Scholar
- Persée
- Qwant
- (zh) Baidu
- (ru) Yandex
- (wd) trouver des œuvres sur Wikidata

La démocratie contributive est une forme de partage et d'exercice du pouvoir, fondée sur le renforcement de la contribution des citoyens dans l'élaboration des projets de politique publique locales. A la différence de la démocratie participative, qui place le débat au cœur de la procédure délibérative, la démocratie contributive place la co-construction des projets comme moteur de la nouvelle relation citoyens-élus, avec les autres parties prenantes, experts, entreprises, associations, fondations. Elle recherche plus de transparence et d'efficacité dans la conduite des projets sur la base d'une relation de confiance restaurée entre élus et citoyens.

## Historique
Le fonctionnement démocratique s'est accompagné ces dernières décennies d'un déficit de participation des citoyens, expression d'un déficit de confiance envers les élus. Des modèles alternatifs de gouvernance sont formulés. Au bénéfice du modèle démocratique, des innovations ont été apportées pour replacer le citoyen au centre de la vie de la cité.  
Un régime est démocratique s'il permet aux citoyens de contrôler ses dirigeants et aussi de les évincer sans recourir à la violence (Karl Popper). 
D’après Alexis de Tocqueville, la démocratie, c’est aussi un équilibre entre le souci d’égalité en droit entre les citoyens qui peut conduire à l’individualisme, et le risque de despotisme majoritaire par la délégation du pouvoir aux institutions. Il faut craindre la servitude par le pouvoir institué démocratiquement et donc jugé légitime. Ce risque est dépassable par la décentralisation des pouvoirs, et la liberté d’action, individuelle, de la presse, des associations, ainsi que par l’engagement citoyen.
On recense plusieurs systèmes démocratiques. La démocratie directe, où le pouvoir est exercé directement par les citoyens, sans l'intermédiaire d'organes représentatifs. La démocratie représentative, les citoyens élisent des représentants qui sont chargés d'établir les lois ou de les exécuter. La démocratie par tirage au sort. Pratiquée à l’origine dans la Grèce antique de la république athénienne, elle est pratiquée de nos jours dans plusieurs pays, et en France par exemple avec les jurys d’assise, et la Convention citoyenne pour le climat.
Des systèmes mixtes, démocratie représentative-démocratie directe, existent également. Parmi eux, les démocraties participatives, où les citoyens sont associés aux décisions prises par les représentants, par exemple par consultation en dehors des échéances électorales.  Le concept de démocratie participative et né à la fin des années 1960. L’une des variantes de la démocratie participative est la démocratie délibérative, qui met l’accent sur la participation du public à la phase de délibération précédant ou accompagnant l’élaboration des décisions. La démocratie délibérative cherche à explorer collectivement une question pour faire apparaître des arguments nouveaux ou placer les problèmes sous une autre perspective. Elle vise à diversifier les points de vue pris en compte, et à mieux cerner les rapports de force à l’œuvre autour d’un choix politique . Dans les faits il s'est souvent agi de pseudo consultations pour faire valider des décisions déjà prises.

## Exemples depuis les années 1990
Extrait du rapport au Sénat de M. Cabanel: 
- commissions consultatives des services publics locaux (CCSPL), créées par la loi du 6 février 1992 relative à l’organisation territoriale de la République.
- conseils de développement, formalisés par la loi du 25 juin 1999 pour l’aménagement et le développement durable du territoire3, dite « Voynet », et étendus par la suite.
- conseils de quartier, institués par la loi du 27 février 2002 relative à la démocratie de proximité.
- conseils citoyens, issus de l’article 7 de la loi du 21 février 2014 de programmation pour la ville et la cohésion urbaine, et prévus dans chaque quartier prioritaire de la politique de la ville.
- comités d’usagers, librement institués par les collectivités territoriales pour évaluer tel ou tel service public local.
- enquêtes publiques, en amont de l’élaboration des projets d’infrastructure, dans le cadre d’enquêtes publiques dont le champ d’application s’est élargi notamment avec la loi dite « Bouchardeau» du 12 juillet 1983.
- procédures mises en œuvre avec la Commission nationale du débat public (CNDP), créée par la loi « Barnier » du 2 février 1995.
- référendum local ouvert désormais à toutes les collectivités, consultation des électeurs et pétition ont reçu une consécration constitutionnelle en 2003. consultation locale (demande d’avis ne liant pas juridiquement la collectivité territoriale qui en a pris l’initiative), parfois initiée par les électeurs eux-mêmes sous certaines conditions. La décision d’organiser la consultation appartient toutefois à l’assemblée délibérante de la collectivité territoriale concernée.

## Budgets participatifs
Une des modalités de ces systèmes mixtes pratiqués depuis les années 80 consiste à introduire aux échelons locaux de la démocratie représentatives, les collectivités locales, une procédure de « budget participatif ».  Le budget participatif (BP) est un processus de démocratie participative dans lequel des citoyens peuvent affecter une partie du budget de leur collectivité territoriale, généralement à des projets d'investissement.
Née en 1989 à Porto Alegre au Brésil, cette procédure a permis la diffusion de l'idée de justice sociale avec une redistribution, où les quartiers les plus pauvres sont prioritaires dans l'accès à l'investissement. En confiant la décision d'investissement aux citoyens, il permet de lutter contre la corruption et le clientélisme, qui dominent la ville jusqu'aux années 80.
En France les budgets participatifs ont été importés avec de profondes adaptations. Selon un calendrier établi à l’avance, dans le cadre d’une année budgétaire, la collectivité décide d’un montant de son budget qui sera alloué aux projets citoyens. Sous les critères de faisabilité, de conformité avec les responsabilités de la collectivité et avec ses orientations politiques, les projets sélectionnés, qui ne doivent pas engager des projets de fonctionnement, sont soumis au vote des citoyens. Les projets retenus doivent entrer dans l’enveloppe budgétaire initiale.
La budgets participatifs ont connu une croissance significative depuis le début des années 2000, tout en ne concernant qu’une très faible minorité de collectivités locales.

## Enjeux
Ce tour d’horizon montre que la démocratie procède d’un équilibre complexe. Tout en faisant la démonstration d’une solidité historique, elle est exposée à l’existence de régimes totalitaires, une cinquantaine au total, sur 197 États selon la liste officielle de l’Organisation des Nations unies, et au risque de basculement de démocraties dans des autocraties (États-Unis, Brésil, Ukraine, Colombie, Pérou, Israël, Inde…). Elle est interrogée en permanence.
L’enjeu de la démocratie contributive est d’impliquer toutes les parties prenantes d’un territoire ou d’une problématique, de s’appuyer sur leurs ressources, pour identifier des sujets de préoccupation partagés et y répondre collectivement. Ces orientations s'appuient sur des constats déjà formulés, par exemple par Annah Arendt au siècle dernier : Face à des systèmes démocratiques en difficulté et à l’effondrement écologique, l’augmentation de la participation et l’autonomisation des citoyens pourraient s’avérer un moyen crucial de préserver la liberté et de défendre le bien commun.
Au centre se trouve le principe de coconstruction.
Sur la base des orientations politiques des élus, les citoyens, avec l’apport des entreprises, experts, universitaires, associations, mécènes, sont invités à suggérer et à coconstruire des solutions, faisant appel à des budgets de fonctionnement et/ou des budgets d’investissements, dont la décision de réalisation relève des seuls élus. La dimension des projets n’est pas définie a priori. Des principes sont mis en avant (rendre compte, transparence, efficacité, réalisations sur des temps courts, évaluation). Cette nouvelle orientation de la démocratie vise aussi à aborder et résoudre collectivement les problèmes auxquels nous sommes confrontés : alimentation, circuits courts d’approvisionnement, logements, transports, climat-environnement-pollution, inégalités-discriminations, gouvernance des changements. 
Un exemple bien documenté existe dans le cas de Kingersheim, véritable laboratoire de la démocratie contributive. Jo Spiegel, son maire pendant quatre mandatures (de 1989 à 2020), a développé des pratiques concrètes (commission participative, déambulation, hackathon citoyen), et poursuivies par l’équipe actuelle emmenée par son successeur, Laurent Riche, élu en 2020.
Comme l’écrit Jo Spiegel, il ne s’agit pas d’un « bréviaire de l’action politique », mais d’un cheminement vers une « démocratie-construction qui se veut une fabrique de fraternité ». Au cœur de la démarche, un pacte civique donne un cadre au projet de « démocratie-construction ».